# Dendrona arcufera
Dendrona arcufera är en insektsart som först beskrevs av Melichar 1902.  Dendrona arcufera ingår i släktet Dendrona och familjen Flatidae. Inga underarter finns listade i Catalogue of Life.